# Швейцарія в середні віки
Середньовічна історія сучасної Швейцарії починається з кінця римського панування в 401 році н. е. Визначити чітку межу закінчення цього періоду складно, оскільки перехід від Середньовіччя до Нового часу відбувався у різних частинах Швейцарії в різний час. Загалом в історичному плані початок нового часу на всій території Швейцарії датують Реформацією XVI століття. Однак у цій статті описується середньовічний період виключно до заснування Старої Швейцарської конфедерації у 1291/1315 роках.

## Раннє середньовіччя

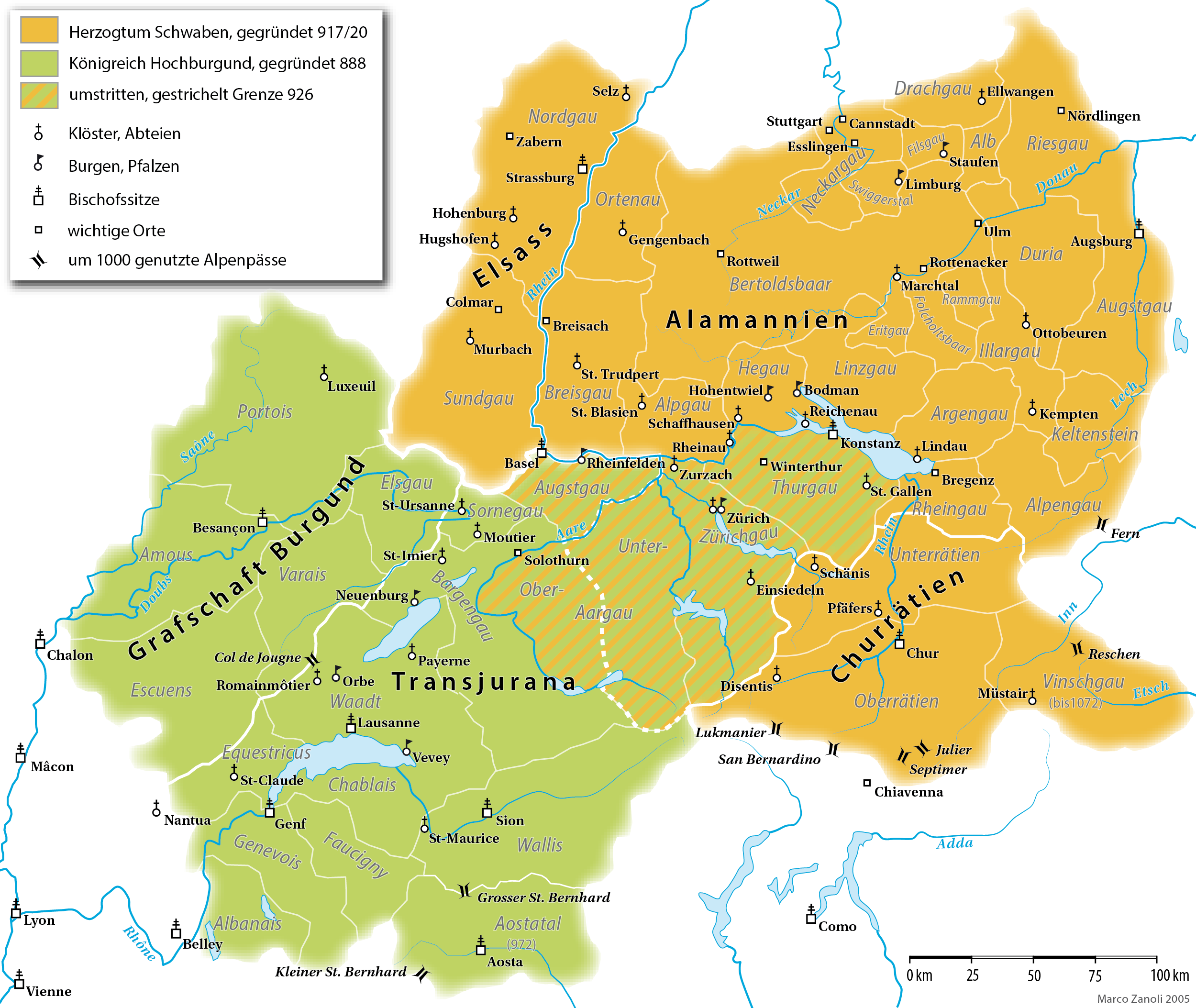
Мапа Алеманії та Верхньої Бургундії близько 1000 року

### Період міграції: алемани, бургунди та римляни
У 401 році відхід римських легіонів з Рейнського Лімесу ознаменував велику політичну, соціальну й культурну поворотну віху. На території сучасної Швейцарії збереглася давня дорожня мережа, яка відіграла ключову роль у формуванні геополітичної єдності сучасної Швейцарської Конфедерації, а також давньоримський територіальний поділ, який зберігся в церковній організації Швейцарії.
У III і IV століттях нашої ери алемани були одними з найстрашніших ворогів римлян. Саме тому багато романців залишили стародавню Швейцарію, втікши від цієї небезпеки. Близько трьох чвертей римських маєтків (вілл) на Швейцарському плато були покинуті. Римляни мігрували в альпійські долини або безпосередньо до Італії. На Швейцарському плато ретороманська мова зберігалася до VII століття — у кількох ізольованих осередках на території колишніх римських фортець. Політичне домінування в регіоні під час і після Великого переселення народів належало германським племенам бургундів, алеманів і франків, а на півдні — лангобардів.
Наприкінці IV століття бургунди просунулися аж до Середнього Рейну. Як вороги алеманів, вони були поселені римлянами як федерати в Римській імперії. У 436 році Бургундське королівство було знищено римським намісником Аецієм та гунами. Залишки бургундів були розселені навколо Женеви і на північному березі Женевського озера аж до Лозанни і змішалися з місцевим населенням. Як меншість, вони швидко асимілювалися серед кельто-римського населення. У V столітті виникло нове Бургундське королівство, яке до 470 року простягалося вздовж Рони від Ліона до Дюранса в Провансі. Ця політика відповідала інтересам галло-римської знаті Бургундського королівства. Між 507 і 516 роками, за часів Гундобада, це королівство тимчасово розширилося на терени майже всієї сучасної німецькомовної Швейцарії (включно зі східною Швейцарією). Багато топонімів, що закінчуються на -ach, наприклад, датуються цим періодом. Однак, після піднесення Франкського та Остготського королівств бургунди не змогли втримати владу і у 534 році їхнє королівство було включено до складу франкської імперії Меровінгів.
Хоча алеманів все ще побоювалися через їхні набіги у III та IV століттях, після розпаду Західної Римської імперії вони поступово переселилися на покинуті римлянами оброблювані землі в колишньому регіоні Лімес («Dekumatenland») та на Швейцарському плато, пройшовши кілька етапів заселення. Алемани були не окремим германським племенем, а германським племінним об'єднанням, що постало в Південній Німеччині у ІІ столітті. Вони не змогли протистояти бургундам на південному заході, баварам на сході та рипуарським франкам на північному заході, тому єдиним варіантом для них була експансія в регіон гельветів. Коли кельто-римське населення стало менш численним, а римські структури ослабли, кельто-римляни були асимільовані алеманами. З 537 року алемани також перейшли під суверенітет франків.
У IV столітті північний край Альп слугував притулком для галло-римського населення, яке змушене було відступити перед наступом алеманів. Наприкінці VI століття лангобарди вторглися в південні альпійські долини, але згодом були романізовані. У VII столітті алемани почали завойовувати землі на південь від Рейну і в центральних Альпах. Наприкінці VIII століття алемани досягли озера Біль і долини Сарін. Германзація Реції почалася в XI столітті. Поселення алеманів сягали висоти до 1500 метрів у посушливому високогірному Вале.

### Формування мовних регіонів

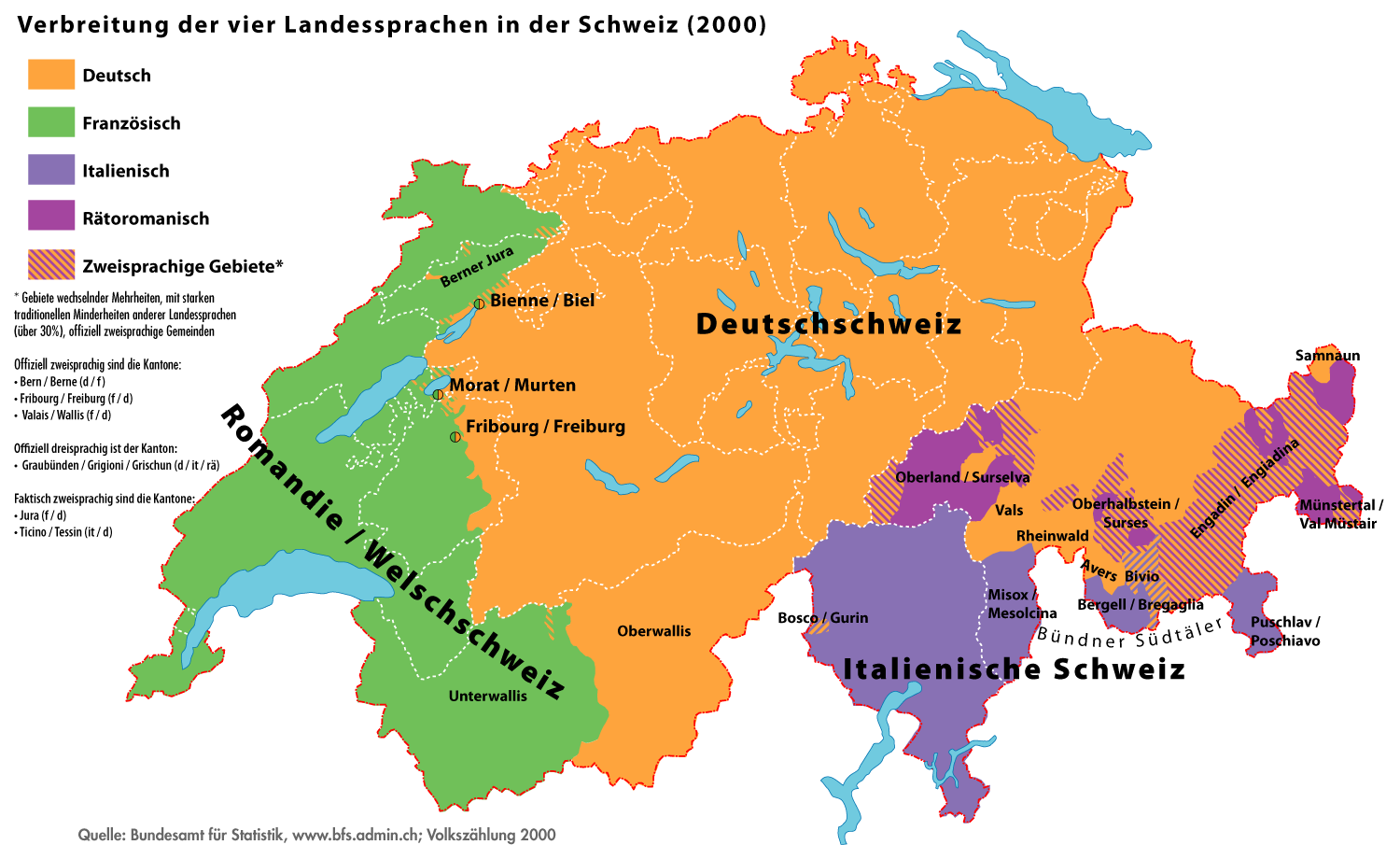
Розподіл національних мов у Швейцарії станом на 2000 рік

На території сучасної Швейцарії спершу було багато перехрещень між ретороманськими та германськими поселеннями, що призводило до співіснування та взаємного нашарування культур. Поступово мовні кордони ставали чіткішими. Топоніми, що закінчуються на -ingen у формі -ens або -ence, простягаються аж до північного берега Женевського озера. Тому Водуанський регіон довгий час був мішаною мовною зоною. Лише починаючи з VIII століття мовні кордони стали чітко виражатися в накопиченні назв із Walen-. Ця німецька топоніміка вказує на те, де в той час жили «вальхи»/«вельші», тобто романці — наприклад, Валензее, Валенштадт.
На відміну від західного мовного кордону в бік французької мови, рух мовного кордону на півдні в кантонах Граубюнден, Тічино і Вале не завершився й досі. Ретороманська мова мала набагато сильніші позиції в альпійських регіонах сучасної Швейцарії, ніж на Швейцарському плато. У X столітті ретороманська мова все домінувала в районі Айнзідельна, в долині Рейну, в Урі та в сучасному кантоні Гларус. Фактична експансія алеманських поселенців у Верхньому Вале не відбувалася аж до XI століття. Лише в пізньому середньовіччі німецька мова подекуди затвердилася в Альпах в результаті міграції вальзерів — переважно в районах, які мали обмежені зв'язки із Середземномор'ям. У Курській Реції римські структури зберігалися найдовше завдяки церковно-політичним умовам, і місцеве населення продовжувало розвивати свою мову до сучасної романшської. Проте навіть донині ця мова поступово витіснялася й продовжує витіснятися швейцарською німецькою.

### Християнізація алеманів і бургундів

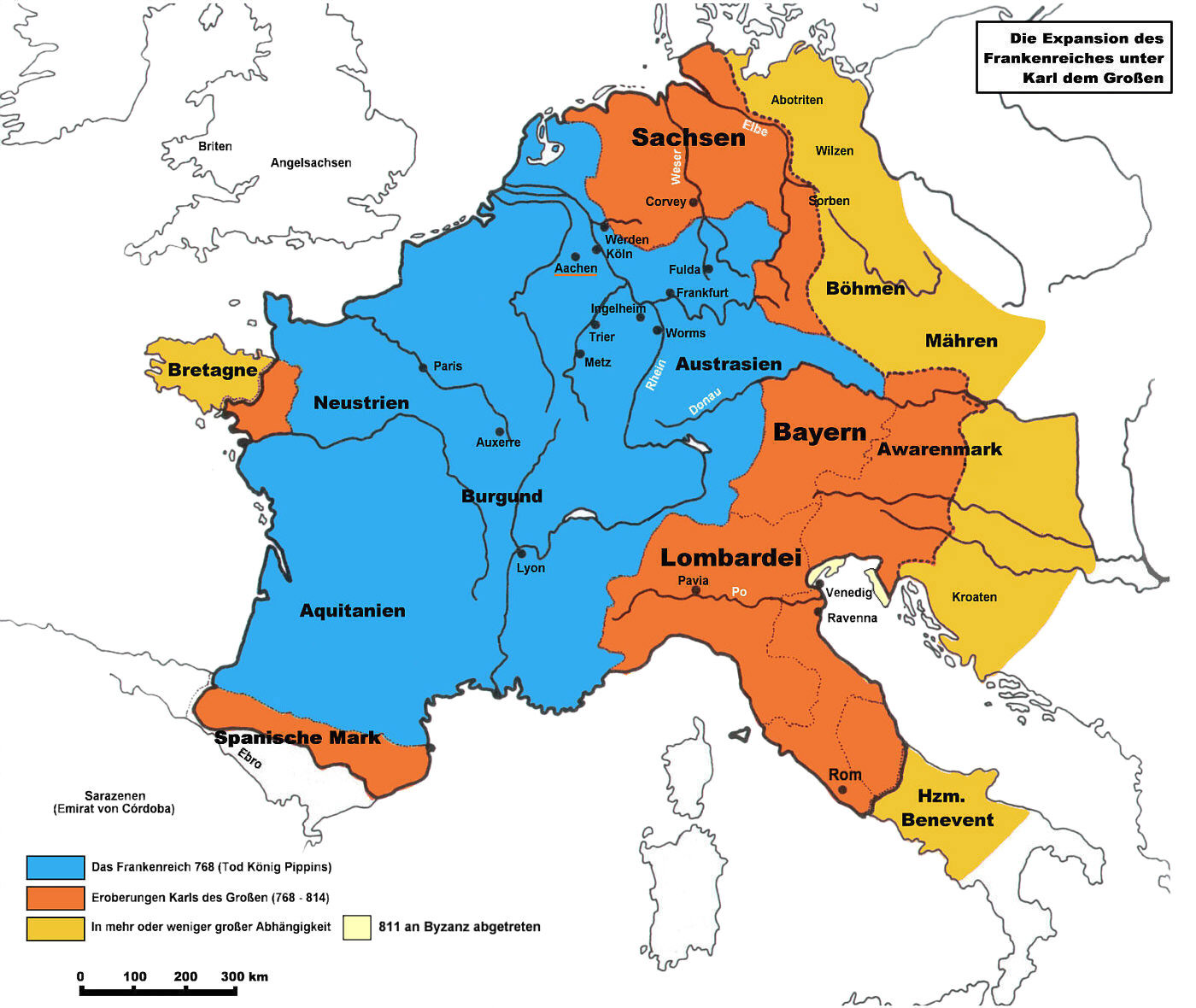
Франкське королівство після смерті Піпіна в 768 році та завоювань Карла Великого

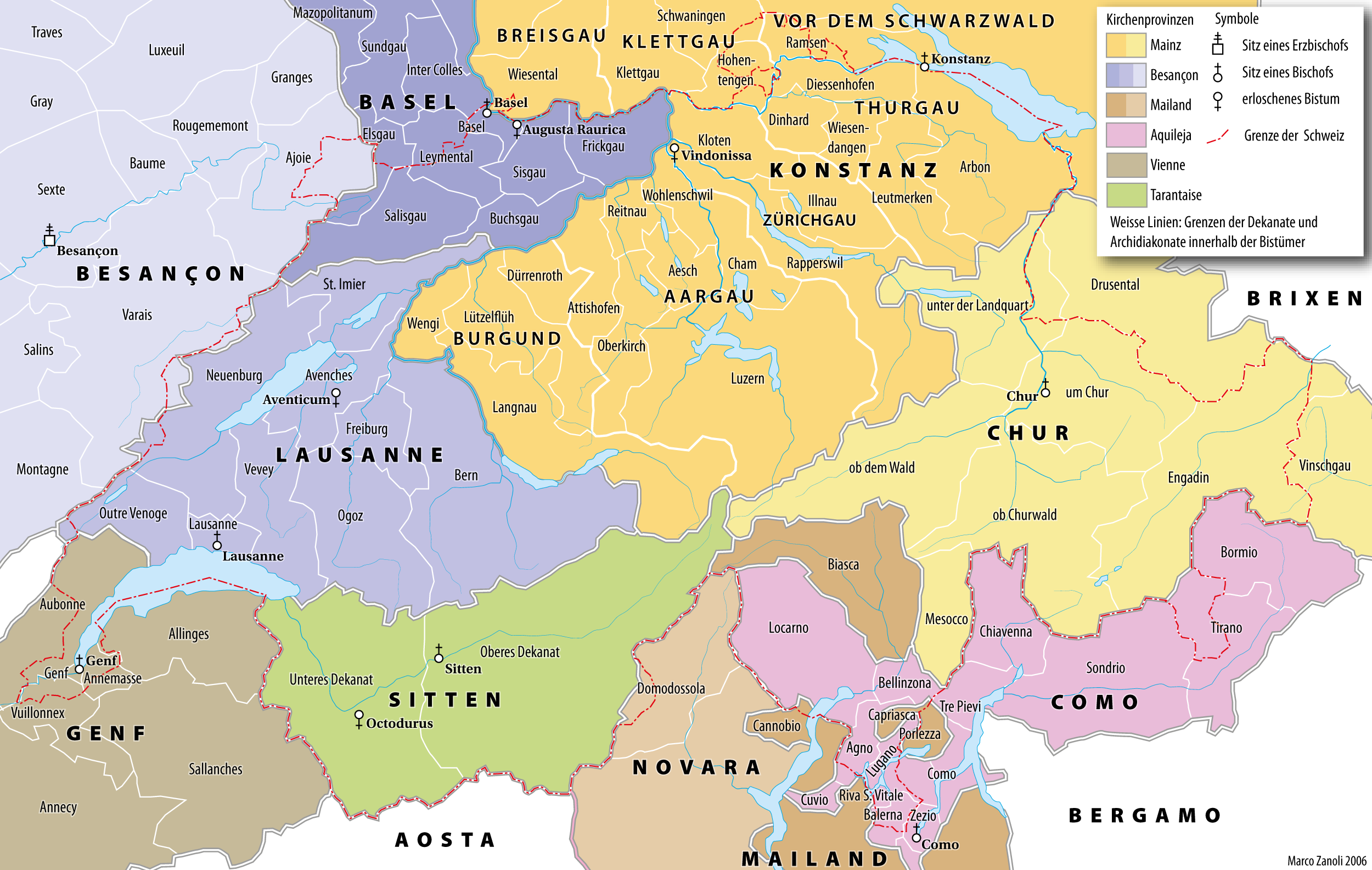
Церковні структури в Швейцарії близько 1300 року: за винятком передачі єпархії Кура зі складу архієпископства Мілана до архієпископства Майнца, церковні кордони залишалися практично незмінними між раннім середньовіччям і Великою французькою революцією

За деякими винятками, єпископські кафедри пізньої античності збереглися і в ранньому середньовіччі. Найбезпечнішу спадкоємність єпископських кафедр християнство пережило в романських регіонах сучасної Швейцарії — передусім у Курі в кантоні Граубюнден, а також у Женеві. Усі інші єпископства були реорганізовані в другій половині VI століття. Наприклад, єпископська кафедра Мартіньї у Вале була перенесена до Сьйона, коли лангобарди вторглися через Великий Сен-Бернарський перевал у 574 році. Перенесення єпископської кафедри з Аванша до Лозанни й з Аугста до Базеля в басейні Рейну пов'язане із завоюванням земель алеманами. Близько 600 року алеманський герцог, за підтримки франків, заснував нове єпископство — Констанцьке на Боденському озері, яке не ґрунтувалося на пережитках римської доби.
Під час християнізації алеманського сільського населення було встановлено юрисдикцію єпархій Базеля, Констанца та Кура. Вони значною мірою відповідали старим римським провінційним кордонам. У ранньому середньовіччі правителі вирішували, які єпархії належать до вищестоячих архієпископств або церковних провінцій, але й тут майже не було відхилень від римського територіального поділу. Єпископства Базеля, Лозанни, Женеви та Сьйона, які перебували в бургундській сфері впливу, були приєднані до архієпископств Безансона, В'єнна й Тарантез, тоді як алеманське «національне єпископство» Констанца належало до архієпископства Майнца, до якого пізніше було приєднане єпископство Кур, що перебувало під остготським впливом Мілана. Італомовні частини сучасної Швейцарії перебували у сфері впливу ломбардських єпископств Мілана та Комо, причому перше з них мало ранг архієпископства, а друге належало до Аквілейського патріархату.
Широка християнізація країни відбулася лише під впливом франків. У 534 році бургундська західна Швейцарія і в 536 році Алеманія стали частиною Франкської імперії. У цей час місії зокрема сприяло ірландське чернецтво. У VII столітті в Юрі було засновано кілька монастирів, таких як Мутьє-Гранваль, Сент-Ім'є, Роменмотьє і, можливо, також Сент-Урсан. В алеманській частині Швейцарії місіонерські зусилля Колумбана чи Галла досягли успіху не стільки завдяки їхньому власному місіонерству, скільки завдяки підтримці франкської верхівки та єпархії міста Кур.

### Політичні утворення на території сучасної Швейцарії

Поділ Франкської імперії за Верденським договором 843 року

Коли Франкське королівство було розділене за Верденським договором 843 року, територія Західної Швейцарії стала частиною Лотарингії, тоді як Східна Швейцарія увійшла до складу Східного Франкського королівства. Королівський палац у Цюриху часто відвідували Каролінги. Людовик II Німецький заснував там для своїх дочок монастир Фраумюнстер, який став одним з найбагатших землевласників центральної та східної Швейцарії.
Після 888 року на заході Швейцарії утворилося незалежне Верхнє Бургундське королівство з центрами в Паєрні та Сен-Морісі. Алеманія, з іншого боку, інтегрувалася в пізнішу Священну Римську імперію німецької нації як племінне герцогство Швабія.
Близько 926 року у східну Швейцарію вторглися угорці та зруйнували її, зокрема, монастир Святого Галла. Угорська загроза була відвернута лише у 955 році німецьким королем Оттоном I на Лехському полі. Практично в той самий час, у 920-х роках, з'явилися араби з Фраксінету (Прованс) на півдні Франції, які протягом наступних років пограбували і зруйнували Вале та частину Граубюндена. Кульмінацією їхньої діяльності стало пограбування монастиря Сен-Моріс і — можливо, того ж року — напад на єпископську кафедру в Курі. Деякий час під їхнім контролем перебували окремі альпійські перевали, зокрема Великий Сен-Бернарський перевал. Вони були вигнані з Фраксінету та його альпійських підступів у 972/973 рр. Досі немає жодних свідчень про арабські поселення у швейцарських Альпах.

## Високе середньовіччя

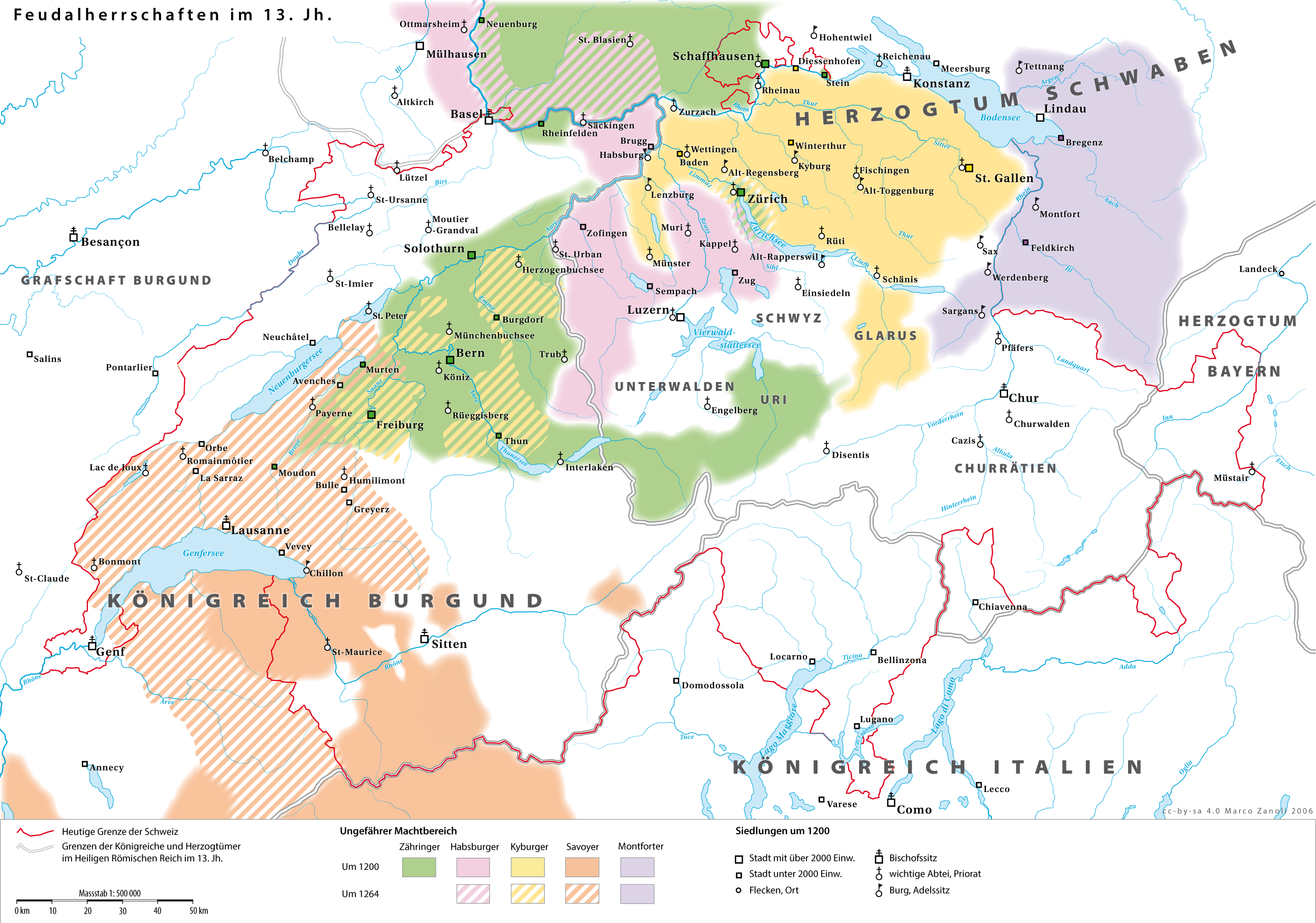
Феодальні володіння династій Церінгенів, Габсбургів, Кібургів та Савойського дому у Швейцарії близько 1200 року

Транспортні та торговельні потоки у Швейцарії в середні віки

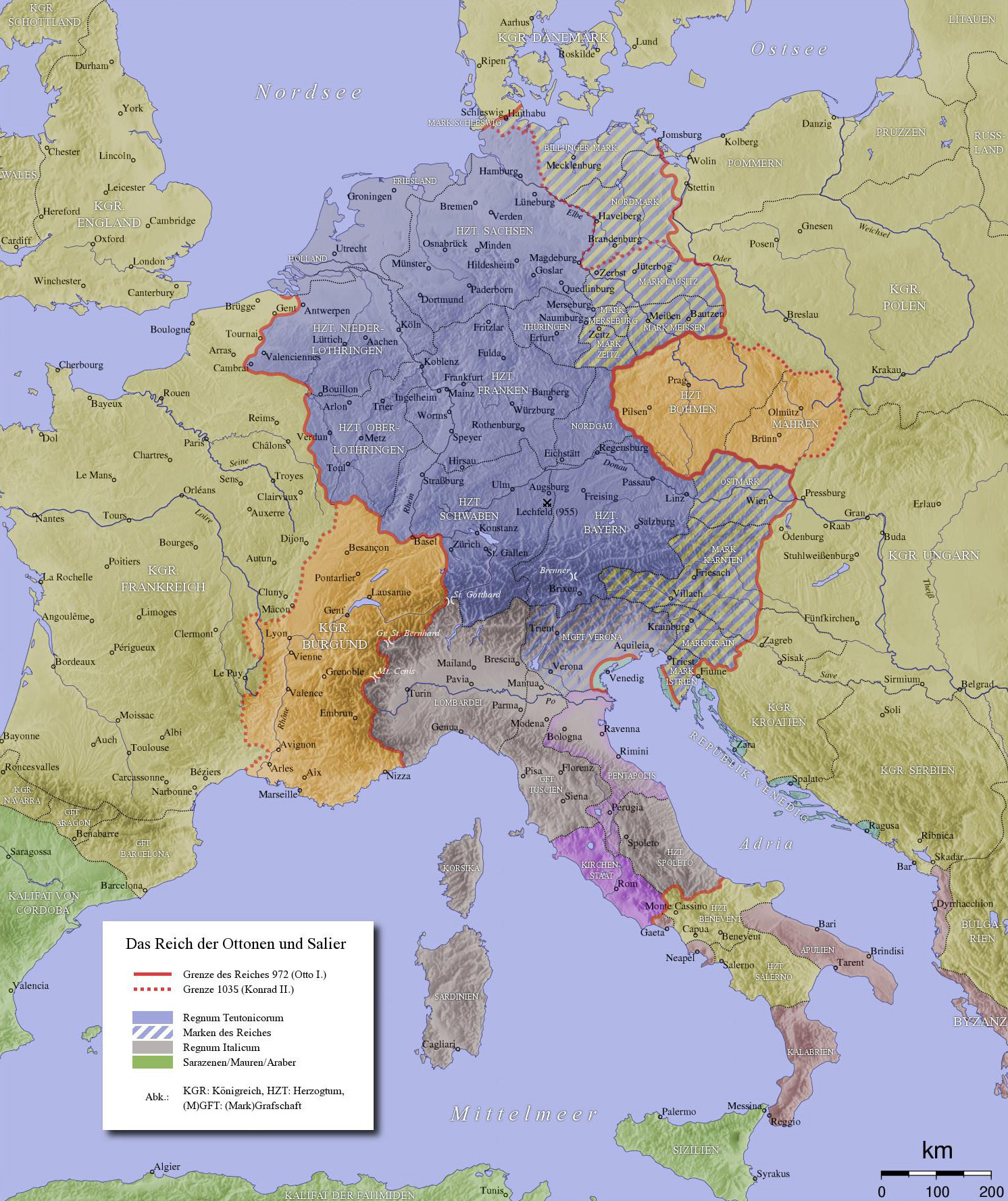
Імперія Оттонів і Саліїв у X столітті

У період високого середньовіччя вся територія сучасної Швейцарії була інтегрована до складу Священної Римської імперії. У 951 році Італійське, а в 1033 році Бургундське королівство стали частиною імперії східнофранксько-німецької династії Оттонів, а згодом Салічної династії. Швейцарські альпійські перевали мали велике стратегічне значення для імператорів, оскільки їхні військові кампанії в Італію майже неминуче проходили через Швейцарію. Тому імператори володіли землями вздовж важливих торговельних шляхів, відомими як імперські маєтки, або ж засновували монастирі та палаци, щоб убезпечити ці шляхи, як, наприклад, у Цюриху.
Різні шляхетні родини здійснювали графські повноваження у Швейцарії як імперські вассали. Найвідомішими з них є династії Церінгенів, Кібургів та Ленцбургів, які володіли маєтками в Ааргау, Цюрихгау та Тургау. Вони боролися за посади, землі та вплив по всій південній Німеччині. Починаючи з XII століття, місцеві знатні родини заснували численні міста по всьому Центральному плато, щоб колонізувати свої маєтки і забезпечити військову безпеку, хоча не всі вони розвивалися успішно. Це значною мірою залежало від розташування міста, а також від впливу його засновника. Церінгенські міста Берн і Фрібур, наприклад, чудово розвивалися, тоді як Гланценберг біля Цюриха, заснований Регенсбергами, з часом запустів.

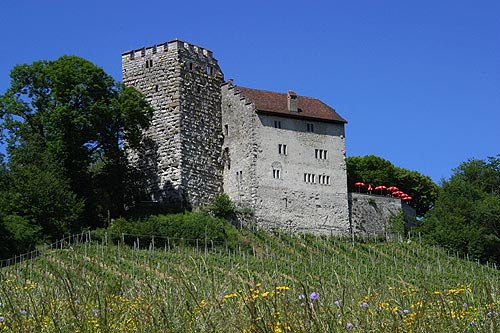
Замок Габсбург біля Бругга

Через обірвання кількох місцевих графських родів у XIII столітті земельні володіння вищого дворянства стали сильно сконцентрованими. Найбільше від цього виграли Габсбурги. Їхній родовий замок Габсбургів розташований поблизу невеликого ааргауського містечка Бругг. Графи Габсбурги, які спочатку володіли доменами лише в Ельзасі та Ааргау, успадкували великі землі Церінгенів, Ленцбургів та Кібургів у центральній, західній та східній Швейцарії завдяки вмілій шлюбній політиці. Крім того, нові знатні родини піднялися до рангу графів, такі як Тоггенбурги на сході Швейцарії та фон Сакси в Граубюндені. Поряд з дворянством, церква продовжувала залишатися найбільшим землевласником у Швейцарії. Зокрема, монастирі Санкт-Галлена, Айнзідельна, Пфеферса і Дізентіса змогли сформувати справжні монастирські держави. Єпископи Сьйона, Лозанни, Женеви, Базеля, Констанца й Кура мали суверенні права у своїх єпархіях ще з раннього середньовіччя, а у високому середньовіччі змогли розвинути їх у більш-менш незалежні «князівства-єпископства».
Зникнення сильних дворянських родів і постійні конфлікти між імператорами і Папами Римськими сприяли розвитку незалежності найважливіших міст і долин Швейцарії у XIII столітті. У 1218 році Цюрих, Берн, Фрібур і Шаффгаузен стали «імперськими містами» після вимирання роду Церінгенів. Урі (1231) і Швіц (1240) також отримали привілей прямого імперського підпорядкування. Це означало, що ці міста й регіони перебували під безпосереднім контролем імператора або короля та були виключені з-під влади місцевих графів. Завдяки цьому імператор Фрідріх II забезпечив собі шлях через Готтард під час війни з ломбардськими містами і здобув лояльність міст у боротьбі з Папою Римським Іннокентієм IV. Після того, як у 1245 році Папа Римський відлучив Фрідріха II від церкви та оголосив його позбавленим влади, Берн, Базель і Цюрих підтримали імператора. Кінець династії Гогенштауфенів і початок міжцарів'я в імперії ознаменували перехід до пізнього середньовіччя на території сучасної Швейцарії.